# Кукшево (муниципальный округ Егорьевск)
Ку́кшево — деревня в муниципальном округе Егорьевск Московской области России.

## География
Деревня Кукшево расположена в северо-западной части муниципального округа Егорьевск, вплотную примыкает к городу Егорьевск с юго-запада. В 300 метрах к югу от деревни протекает река Медведка. Высота над уровнем моря 151 метров.

## Название
Название связано с некалендарным личным именем Кукша.

## История
До отмены крепостного права жители деревни относились к разряду государственных крестьян. После 1861 года деревня вошла в состав Нечаевской волости Егорьевского уезда. Приход находился в городе Егорьевске.
В 1926 году деревня входила в Агрызковский сельсовет Егорьевской волости Егорьевского уезда. До 1951 года — центр Кукшевского сельсовета.
До 1994 года Кукшево входило в состав Ефремовского сельсовета Егорьевского района, а в 1994—2006 годы — Ефремовского сельского округа.
Входила в состав городского поселения Егорьевск.

## Демография
В 1885 году в деревне проживало 360 человек, в 1905 году — 387 человек (178 мужчин, 209 женщин), в 1926 году — 424 человека (200 мужчин, 224 женщины). По переписи 2002 года — 133 человека (58 мужчин, 75 женщин). Население — 121 человек (2010).
| 1885 | 1905 | 1926 | 2002 | 2006 | 2010 |
| ---- | ---- | ---- | ---- | ---- | ---- |
| 360  | ↗387 | ↗424 | ↘134 | ↗137 | ↘121 |